# Arbitro candidato nazionale di scacchi
La qualifica di Arbitro candidato nazionale di scacchi è riconosciuta dalla Federazione Scacchistica Italiana.

## Accesso alla qualifica di Arbitro candidato nazionale di scacchi
Per essere ammessi a sostenere l'esame scritto e orale occorrono dei requisiti tra i quali: 
- essere in regola con il tesseramento di arbitro
- partecipazione certificata ad almeno 1 corso di aggiornamento o ad un corso di formazione per la qualifica da ottenere. La partecipazione    al corso di aggiornamento è da intendersi a partire dall'anno solare che precede la data degli esami
- non essere stato respinto ad un analogo esame nell'arco degli ultimi 6 mesi.
- aver completato un tirocinio di almeno 2 anni con la qualifica di Arbitro Regionale
- aver arbitrato negli ultimi 4 anni almeno 4 tornei a cadenza rapida o lampo o giovanile
- aver arbitrato negli ultimi 4 anni almeno 4 tornei validi per l'Elo Italia/FIDE standard, di cui almeno 1 negli ultimi 12 mesi
- aver collaborato con almeno 2 direttori di gara.